# Marcus Österdahl
Carl Marcus Österdahl, född 27 januari 1943 i Engelbrekts församling i Stockholm, är en svensk orkesterledare, kompositör, arrangör, producent, musiker och entreprenör. 

## Biografi
Österdahl var 1963 en av grundarna av The Telstars, en pop-jazz-grupp bestående av studiomusiker. The Telstars var husband i TV-programmet Drop In och turnerade med dess gästartister, bland andra The Beatles, The Hollies, Millie Small och Alma Cogan. Österdahl, som lämnade The Telstars 1966, blev under 1960- och 70-talen flitigt engagerad av skivbolagen Karusell/Polydor, Cupol/CBS, Electra/RCA, Polar och EMI som orkesterledare, arrangör och producent för artister som Lill Lindfors, Anita Lindblom, Lill-Babs, Åse Kleveland, Towa Carson, Jan Malmsjö, Lars Lönndahl, Björn Skifs, Gunnar Wiklund och Östen Warnerbring. Ett 30-tal produktioner med Marcus Österdahls kör & orkester hamnade på Svensktoppens förstaplats, Österdahl arrangerade även Arne Qvicks Rosen 1966.

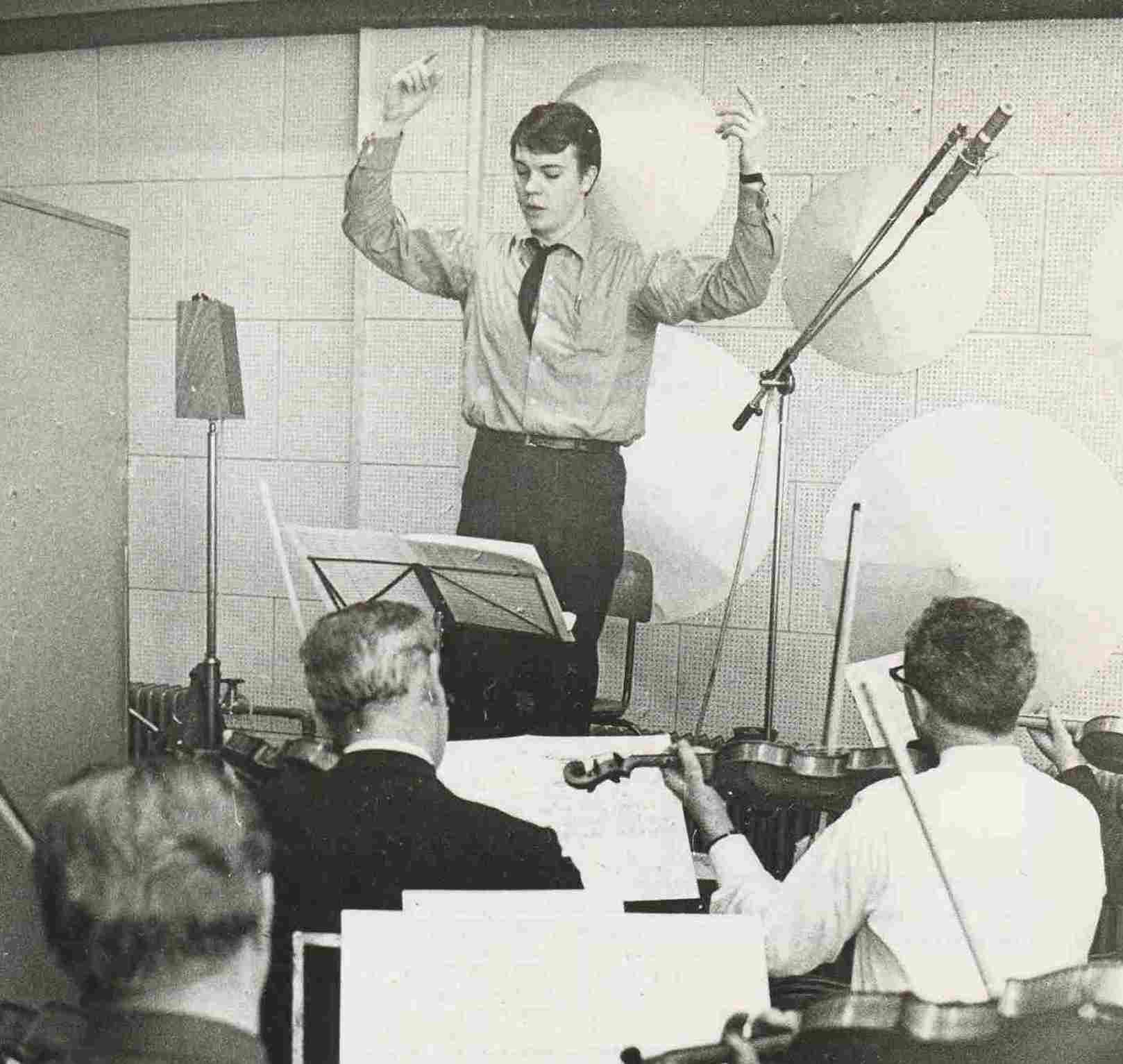
Metronome Studio i Köpenhamn 1967.

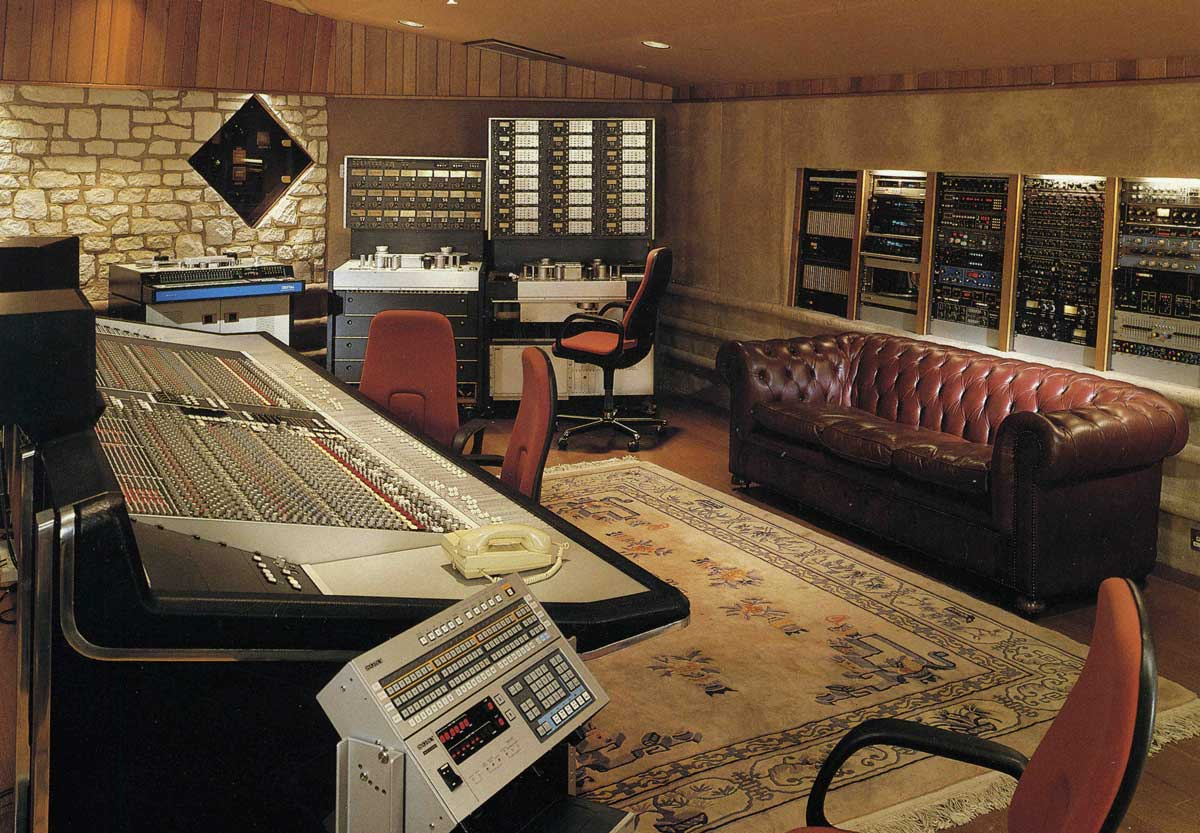
Marcus Recording Studios 1985 Kensington Gardens Square Studio ONE.

Österdahl arrangerade merparten av spåren på Lill Lindfors LP Du är den ende, utgiven 1967. Marcus Österdahl komponerade tillsammans med Patrice Hellberg och Curt Peterson det vinnande bidraget i den svenska Melodifestivalen 1967, Som en dröm, som vid Eurovision Song Contest i Wien framfördes av Östen Warnerbring. Under följande sommarperioder producerade Österdahl turnéer och krogshower med skiv- och scenartister som Jan Malmsjö, Carl-Gustaf Lindstedt, Lill-Babs, Lars Lönndahl och Towa Carson samt en landsomfattande promotion show för SAAB och ICA-kedjan som avslutades i Kiruna i juli 1971.
Parallellt med uppdragen som arrangör och orkesterledare hade Österdahl till och med juli 1973 återkommande engagemang med en instrumental kvintett på Café Opera. I augusti 1973 startade Österdahl sin första kommersiella inspelningsstudio, anlitad av bland andra Abba. När studion, som fick namnet Marcus Music, flyttade till större lokaler följande år utrustades den med Sveriges första 24-kanalsbandspelare och några år senare landets första datoriserade mixerbord. Marcus Music expanderade så småningom sin verksamhet genom att bistå de svenska skivbolagen med produktion av ljudkassetter, med en daglig kapacitet om 3 000 enheter. Bolaget startade även egen skivutgivning med bland annat popgrupperna Snowstorm och Kaipa. 

Polygram-gruppen ville köpa företaget år 1977 men Österdahl hade andra planer utanför Sverige och etablerade Marcus Recording Studios i London. Det engelska dotterbolaget förvärvade ett hyreskontrakt på den legendariska CTS studion i Kensington Gardens Square med anor från Frank Sinatra  inspelningen 1962 av Sinatra Sings Great Songs from Great Britain samt en mängd film musik till Star Wars och James Bond. Efter genomgripande renovering av fastigheten utrustades studio lokalerna med den allra senaste tekniken och var Londons första 48-kanal facilitet.
Richard Branson inbjöd Österdahl till lunch på sin husbåt i Little Venice i februari 1988 med syfte att inleda ett samarbete inom studio branschen. Men det fanns andra utvecklingsplaner för Marcus Recording Studios och verksamheten flyttades 1989 till Fulham, där en fastighet omvandlades till ett studiokomplex med fyra studiolokaler, ett mindre hotell samt en privat restaurang för artister, producenter och musiker, allt under samma tak. Många framgångsrika artister och popgrupper var återkommande gäster i Österdahls studior, såsom Brian Eno, Hans Zimmer, Meat Loaf, Take That, Jamiroquai, Spice Girls, Gary Moore, Bob Geldof, med flera.
MARCUS ÖSTERDAHL INSTRUMENTALS är ett dubbel album från 1976/78 och publicerades för international streaming 2023.
Det svenska bolaget såldes 1981 till Soundtrade Studios och blev senare uppköpt av SAE Institute för utbildning av producenter och ljudtekniker samt en kommersiell studio.
Studio verksamheten i London såldes 1999 Worldsport.com ett start-up bolag under ledning av Alan Callan, tidigare chef för Led Zeppelin skivbolag Swan Song, tillika Jimmy Pages manager.
Österdahl är sedan 1984 bosatt i Sunningdale, Berkshire, cirka 50 kilometer sydväst om London.
Österdahl är far till Martin Österdahl.

## Diskografi (urval)
| År   | Artist              | Titel                                         |
| ---- | ------------------- | --------------------------------------------- |
| 1966 | Lill Lindfors       | Du är den ende                                |
| 1966 | Östen Warnerbring   | En sommardröm i vitt                          |
| 1967 | Anita Lindblom      | Minns du den sången                           |
| 1967 | Anni-Frid Lyngstad  | En ledig dag                                  |
| 1967 | Jan Höiland         | Tiotusen röda rosor                           |
| 1967 | Jan Malmsjö         | En sång en gång för längesen                  |
| 1967 | Lars Lönndahl       | Tusen och en natt                             |
| 1967 | Östen Warnerbring   | Som on dröm                                   |
| 1967 | Svante Thuresson    | Fem minuter till                              |
| 1968 | Gunnar Wiklund      | Vi ska gå hand i hand                         |
| 1968 | Gunnar Wiklund      | Charmaine                                     |
| 1968 | Agneta Fältskog     | Försonade                                     |
| 1968 | Hayati Kafé         | Sån't                                         |
| 1968 | Lars Berghagen      | Gunga, gunga                                  |
| 1968 | Lill-Babs           | Manolito                                      |
| 1969 | Björn Skifs         | God morgon stjärnljus                         |
| 1969 | Lill Lindfors       | En man i byrån                                |
| 1969 | Östen Warnerbring   | Du borde köpa dig en tyrolerhatt              |
| 1969 | Towa Carson         | Casatschok                                    |
| 1970 | Anita Hegerland     | Mitt sommarlov                                |
| 1970 | Lars Berghagen      | En enkel sång om frihet                       |
| 1970 | Anni-Frid Lyngstad  | Du var främling här igår                      |
| 1971 | Marianne Kock       | Om hela världen sjöng en sång                 |
| 1971 | Monica Forsberg     | Får jag skänka dig min sång                   |
| 1971 | Siv-Inger           | Någon att älska                               |
| 1971 | Siw Malmkvist       | Mr. Bojangles                                 |
| 1972 | Kjerstin Dellert    | Kärlek behöver inga ord                       |
| 1972 | Ann-Kristin Hedmark | Det gåtfulla folket                           |
| 1973 | Trio me Bumba       | Sol och sommar                                |
| 1974 | Jarl Kulle          | Vita nejlikan eller Den barmhärtige sybariten |
| 1975 | Pastellerna         | White Christmas                               |
| 1975 | Small Town Singers  | Suicide Is Painless                           |
| 1977 | Jan Lindblad        | Shenandoah                                    |
| 1982 | Jan Lindblad        | Nära Naturen                                  |